# 鳥取市医療看護専門学校
鳥取市医療看護専門学校（とっとりしいりょうかんごせんもんがっこう）とは、学校法人大阪滋慶学園が運営する鳥取県鳥取市にある専修学校。

## 沿革
- 2015年（平成27年） - 学校教育法に基づく専修学校として鳥取市東品治町に開校。

## 学科
通学課程
- 看護学科（昼間3年制）
- 理学療法士学科（昼間3年制）
- 作業療法士学科（昼間3年制）
- 医療福祉総合学科（昼間3年制）